# Plarium
Plarium è uno sviluppatore di giochi strategici social e mobile online a giocatori multipli di massa (MMO), tra cui Sparta: War of Empires, Soldiers, Inc., Total Domination: Reborn, Stormfall: Age of War, Total Domination: Nuclear Strategy, Pirates: Tides of Fortune, Throne: Kingdom at War e Vikings.
L'azienda è stata fondata nel 2009 con sede a Herzliya, Israele, e può vantare quattro uffici e studi di sviluppo sparsi per tutta Europa e negli Stati Uniti.
Plarium ha un'utenza base globale di oltre 150 milioni di giocatori, ed i giochi che produce sono disponibili su browser e sociali network tra cui Facebook, VKontakte, Odnoklassniki e Mail.ru.  I giochi mobile della Plarium sono attualmente disponibili sui dispositivi iOS e Android.
Nel 2017 l'azienda è stata acquistata dall'australiana Aristocrat Leisure, una compagnia di giochi d'azzardo e casinò.

## Storia
Plarium viene fondata nel 2009 e ha iniziato con lo sviluppo di giochi per il mercato del casual game dell'Europa dell'est, tipo Farmandia sul social network russo VKontakte.  Nel 2011, Plarium sposta la sua attenzione allo sviluppo di giochi di strategia a Giocatori Multipli di Massa Online e, nel febbraio dello stesso anno, la società lancia Total Domination, che in seguito raggiunge oltre 20 milioni di utenti.

## Riconoscimenti

### Stormfall: Age of War
Questo gioco strategico MMO a tema fantasy medioevale è ambientato nell'immaginario regno di Stormfall, caduto in mano a condottieri rivali. Sean Ryan, direttore del programma di Affiliazione Giochi di Facebook, lo ha definito un “gioco di notevole valenza estetica” al momento del suo lancio nel 2012.

### RAID: Shadow Legends
Plarium è diventata un nome noto fra il grande pubblico grazie all'immensa campagna pubblicitaria, in più lingue fra cui inglese ed italiano, dedicata a questo gioco. Apparivano in particolare come sponsor per video di Youtube e Twitch, sebbene avessero provato a negare che gli inserti commerciali fossero pagati. La pubblicità è risultata così diffusa, onnipresente ed identica, non importava chi la dicesse, che la versione inglese è diventata una copypasta di internet.

### Critica
Stormfall:  Age of War della Plarium viene considerato un “gioco di punta” nel corso del suo lancio nel 2012, nonché una delle app Facebook dalla crescita più rapida in termini di utenti attivi mensili.

Nel 2013, Facebook riconosce Soldiers, Inc. quale uno tra i migliori giochi social dell'anno.

VentureBeat menziona Plarium come una tra le società indipendenti produttrici di giochi che ancora pone i giochi social su piattaforma Facebook tra le sue priorità.  I giocatori Plarium, allo stato attuale, raggiungono una media di tre sessioni al giorno su Facebook.

Nell'Agosto del 2014, Plarium viene nominata quale una tra le più promettenti startup europee dal giornalista della rivista Wired UK, Madhumita Venkataramanan, speculando che la società si rivelerà la prossima impresa miliardaria se la stessa deciderà di quotarsi sul mercato nel corso del 2015.

Il Direttore della Piattaforma Affiliazioni Facebook, Julien Codorniou, ha menzionato Plarium come una tra le migliori società produttrici di giochi a livello globale su piattaforma Facebook.

## Elenco dei giochi
| Nome                               | Anno | Piattaforma      |
| ---------------------------------- | ---- | ---------------- |
| Farmandia                          | 2010 | per browser      |
| Total Domination: Nuclear Strategy | 2011 | PC               |
| Pirates: Tides of Fortune          | 2012 | PC               |
| Stormfall: Age of War              | 2012 | PC               |
| Total Domination: Reborn           | 2013 | iOS, Android     |
| Soldiers Inc.                      | 2013 | PC               |
| Sparta: War of Empires             | 2014 | PC               |
| Stormfall: Rise of Balur           | 2015 | iOS, Android     |
| Nords: Heroes of the North         | 2015 | PC               |
| Vikings: War of Clans              | 2015 | iOS, Android, PC |
| Throne: Kingdom at War             | 2016 | iOS, Android, PC |
| Soldiers Inc: Mobile Warfare       | 2016 | iOS, Android     |
| Terminator Genisys: Future War     | 2017 | iOS, Android     |
| Family Zoo: The Story              | 2017 | iOS, Android     |
| RAID: Shadow Legends               | 2019 | iOS, Android, PC |
| Mech Arena                         | 2021 | iOS, Android     |